# Adelheid van Schaumburg-Lippe (1875-1971)

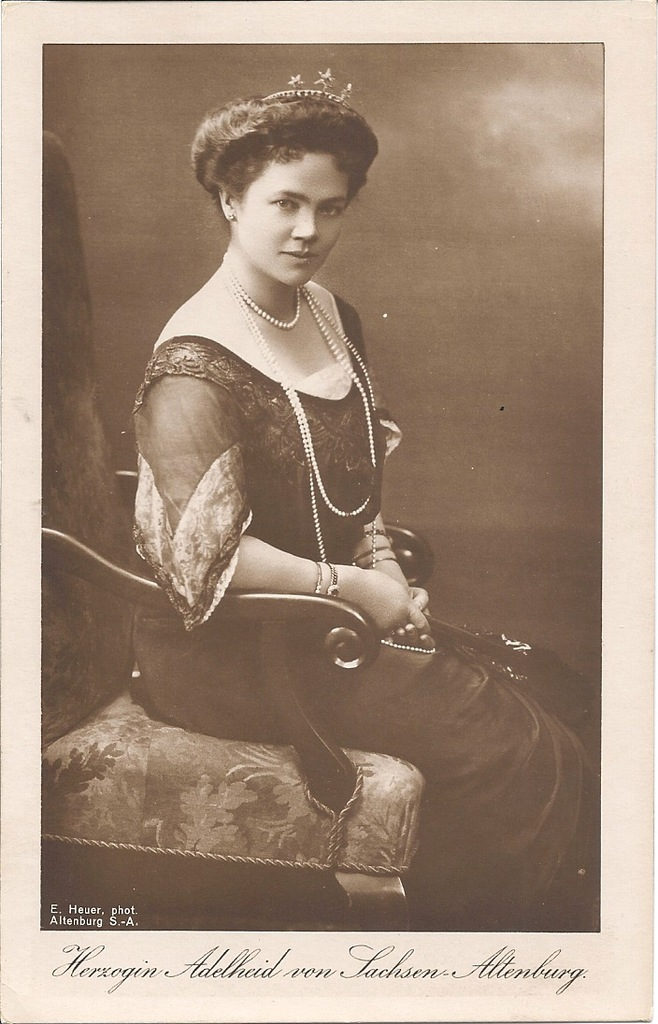
Adelheid van Schaumburg-Lippe

Frederieke Adelheid Marie Louise Hilda Eugenie van Schaumburg-Lippe (Kasteel Ratibořice, Ratiboritz, 22 september 1875 — Ballenstedt, 27 januari 1971) was een prinses uit het Huis Schaumburg-Lippe en van 1908 tot 1918 de laatste hertogin van Saksen-Altenburg.
Zij was een dochter van Willem Karel van Schaumburg-Lippe en Bathildis van Anhalt-Dessau.
Zelf trouwde ze op 27 februari 1898 met Ernst II van Saksen-Altenburg. Het huwelijk eindigde in 1920 in een scheiding. Onderwijl had het paar de volgende kinderen gekregen:
- Charlotte Agnes Ernestine Augusta Bathildis Marie Therese Adolfine (1899-1996), gehuwd met Sigismund van Pruisen (1896-1978)
- George Maurits (1900-1991), de laatste erfprins van Saksen-Altenburg
- Elisabeth Karola (1903-1991)
- Frederik Ernst Karel August Adalbert, Prins van Saksen-Altenburg (1905-1985)